# Thaumantis splendens
Thaumantis splendens är en fjärilsart som beskrevs av Robert Christopher Tytler 1939. Thaumantis splendens ingår i släktet Thaumantis och familjen praktfjärilar. Inga underarter finns listade i Catalogue of Life.